# Stomphastis tremina
Stomphastis tremina là một loài bướm đêm thuộc họ Gracillariidae. Nó được tìm thấy ở Nam Phi và Namibia.
Ấu trùng ăn Trema orientalis. Chúng ăn lá nơi chúng làm tổ.